# 雪の翼のフリージア
『雪の翼のフリージア』（ゆきのつばさのふりーじあ）は、松山剛による日本のライトノベル。イラストはヒラサト。電撃文庫（アスキー・メディアワークス）より、2012年9月に刊行された。

## あらすじ
翼をもつ人々が住まう世界で、空を飛ぶ競技のアスリートだったフリージアが怪我で翼を失うが、義翼で復帰するためにガレットの元に訪れる。

## 登場人物
フリージア・ギガンジューム
2年前の天覧飛翔会で翼を失なった少女。元貴族の飛翔士。競技に復帰するためにガレットに義翼を求める。
ガレット・マーカス
若き天才義翼職人。フリージアの希望をはじめは断る。
グロリア・ゴールドマリー
フリージアのライバル。フリージアの脱落後は競技のエース。
クローバー・テクトラム
ガレットが作った義翼を付けている少年。

## 用語
義翼
現代の義手や義足のような翼の代替品。
飛翔士（ルーラー）
翼で空を飛ぶことを競うアスリート。
天覧飛翔会（グラン・ルーラ）
飛翔士たちが数日間に及び長期日程で行う超長距離レース。

## 既刊一覧
- 雪の翼のフリージア　ISBN 978-4-04-886923-2